# Randall Faye
Randall Faye (26 de julho de 1892 – 5 de dezembro de 1948) foi um roteirista, produtor e diretor britânico naturalizado norte-americano. Ele escreveu os roteiros para 64 filmes entre 1926 e 1947.

## Filmografia selecionada
- Upstream (1927)
- Sharp Shooters (1928)
- Texas Cyclone (1932)
- Her Imaginary Lover (1933)
- Cash (1933, produtor)
- Born That Way (1936)
- If I Were Rich (1936)
- Luck of the Turf (1936)
- Mr Stringfellow Says No (1937)
- The Return of the Vampire (1944)
- Scotland Yard Investigator (1945)
- The Fabulous Suzanne (1946)